# Coronel Ezequiel
Coronel Ezequiel là một đô thị thuộc bang Rio Grande do Norte, Brasil. Đô thị này có diện tích 185,752 km², dân số năm 2007 là 5039 người, mật độ 27,1 người/km².